# Diocesi di Ipso
La diocesi di Ipso (in latino Dioecesis Ipsensis) è una sede soppressa del patriarcato di Costantinopoli e una sede titolare della Chiesa cattolica.

## Storia
Ipso, forse identificabile con Ipsilihisar Çay nell'odierna Turchia, è un'antica sede episcopale della provincia romana della Frigia Salutare nella diocesi civile di Asia. Faceva parte del patriarcato di Costantinopoli ed era suffraganea dell'arcidiocesi di Sinnada.
La diocesi è documentata nelle Notitiae Episcopatuum del patriarcato di Costantinopoli fino al XII secolo.
Sono quattro i vescovi conosciuti di questa diocesi. Luciano partecipò al concilio di Calcedonia nel 451. Al secondo concilio di Nicea del 787, il vescovo Giorgio, assente, era rappresentato dal sacerdote Teofilatto. Fozio e Tommaso presero parte ai concili di Costantinopoli dell'869-870 e dell'879-880 che riguardavano la questione del patriarca Fozio di Costantinopoli.
Dal XVIII secolo Ipso è annoverata tra le sedi vescovili titolari della Chiesa cattolica; la sede è vacante dal 1º aprile 1950. In passato la sede è stata conosciuta anche come Hypsopolitana (Ipsopoli).

## Cronotassi

### Vescovi greci
- Luciano † (menzionato nel 451)
- Giorgio † (menzionato nel 787)
- Fozio † (menzionato nell'869)
- Tommaso † (menzionato nell'879)

### Vescovi titolari
- Ferdinand Joseph Gabriel von Sarnthein † (25 giugno 1727 - 20 dicembre 1762 deceduto)
- Jean Farargi † (28 giugno 1781 - 1788 deceduto)
  - Thomas Gillow † (17 marzo 1818 - ?) (vescovo eletto)
- Georg Prünster † (1º febbraio 1836 - 12 novembre 1861 deceduto)
- John Gray † (6 maggio 1862 - 14 gennaio 1872 deceduto)
- Jacinto María Cervera y Cervera † (16 dicembre 1880 - 27 marzo 1882 nominato vescovo di San Cristóbal de La Laguna o Tenerife)
- Wenceslao Oñate, O.P. † (18 luglio 1882 - 23 giugno 1897 deceduto)
- James Dominic Murray, O.S.A. † (29 marzo 1898 - 21 febbraio 1914 deceduto)
- Giovanni Onorato Carcaterra, O.F.M. † (27 maggio 1915 - 14 marzo 1940 deceduto)
- Marie-Louis-Joseph-Constantin Tournier, M.E.P. † (gennaio 1938 - 18 maggio 1938 deceduto)
- Casimir Rembert Kowalski, O.F.M. † (24 novembre 1941 - 11 aprile 1946 nominato vescovo di Wuchang)
- Leo Fabiano Fahey † (13 marzo 1948 - 1º aprile 1950 deceduto)